# Jean-Baptiste Auguste Marie Jamin
Pour les articles homonymes, voir Jamin.
Ne doit pas être confondu avec Jean-Baptiste Jamin.
Jean-Baptiste Auguste Marie Jamin, baron et marquis de Bermuy, né le 17 février 1775 à Louvigné-du-Désert en Ille-et-Vilaine et mort au cours de la bataille de Waterloo le 18 juin 1815, est un général français de la Révolution et de l’Empire.

## Biographie

### Carrière sous la Révolution et le Consulat
Fils de Jean-François Jamin, écuyer et gendarme de la garde du roi, seigneur du Fresnay, et de Anselme Marie Jacquine Gaultier. Jean-Baptiste Auguste Marie Jamin s'est marié à Naples en 1808 avec Rosalie Françoise Caliste Miot, comtesse de Mélito, née en 1792 et morte en 1866 à Stuttgart. Fille de André François Miot, comte de Mélito, ministre, ambassadeur, membre de l'Institut de France. Sous-lieutenant le 17 juin 1792, au 9e régiment de cavalerie à l'armée du Nord, lieutenant le 16 floréal an III, il passe en l'an IV, à l'armée de Sambre-et-Meuse, où il fait la guerre jusqu'à la fin de la campagne de l'an VI.
Aide-de-camp du général Nansouty à l'armée du Rhin le 22 fructidor an VII, il est promu par le général Moreau, au grade de capitaine le 13 fructidor an VIII, et entre comme titulaire de ce grade au 8e régiment de cavalerie le 1er floréal an IX.

### Du chef d'escadron au major des grenadiers à cheval de la Garde
Il est nommé chef d'escadron le 1er pluviôse an X, et chevalier de la Légion d'honneur le 25 prairial an XII. En Italie en l'an XIV comme aide de camp du maréchal Masséna, il se distingue au combat de Saint-Pierre en s'élançant sur l'ennemi à la tête de la cavalerie et se rend à Naples en 1806 en qualité d'aide-de-camp du roi Joseph Bonaparte, qui le fait commandeur de l'Ordre royal des Deux-Siciles, et le nomme le 26 juillet de la même année major du régiment de Chevau-Légers de la Garde Napolitaine. Colonel de ce régiment le 7 décembre 1807, il le conduit en Espagne à la suite du roi en 1808. Nommé maréchal de camp au service de l'Espagne et chevalier de l'ordre royal d'Espagne le 17 novembre 1810, il reçoit le titre de marquis de Bermuy, et prend, au mois de février 1811, le commandement des deux régiments de cavalerie et de hussards de la Garde royale, à la tête desquels il combat le 21 juin 1813 à la bataille de Vitoria.
Arrivé au quartier général du duc de Dalmatie, ce dernier lui confie le commandement provisoire de la brigade de la Garde royale espagnole, qu'il conserve jusqu'au moment du désarmement de ces troupes exécuté en vertu du décret du 25 novembre. Réadmis au service de la France le 20 janvier 1814 avec le grade de général de brigade, il fait presque toute la campagne de France à la tête d'une brigade de cavalerie légère du 2e corps, est nommé major des grenadiers à cheval de la Garde le 16 mars et suit l'Empereur à Fontainebleau, où il reste jusqu'au moment de l'abdication.
Maintenu comme major aux cuirassiers de France le 24 novembre et nommé officier de la Légion d'honneur le 14 février 1815, il rentre dans les grenadiers à cheval de la Garde impériale à la réorganisation du 14 avril et est tué à la bataille de Waterloo le 18 juin 1815, en chargeant sur les pièces qui soutenaient les carrés de l'infanterie anglaise. Son nom est inscrit au côté Nord de l'arc de triomphe de l'Étoile et figure également en lettres d'or sur les tables de bronze du palais de Versailles.

## Distinctions
- 15 juillet 1804 : Chevalier de la Légion d'honneur
- 14 février 1815 : Officier de la Légion d'honneur
- 1806 : Commandeur de l'Ordre royal des Deux-Siciles
- 1810 : Chevalier de l'Ordre royal d'Espagne
- 1810/1811 : Marquis de Bermuy (en Espagne)
- 26 avril 1811 : baron de l'Empire[2].